# Bettingen, Bitburg-Prüm
Bettingen là một đô thị ở huyện Bitburg-Prüm, trong bang Rheinland-Pfalz, phía tây nước Đức. Đô thị Bettingen, Bitburg-Prüm có diện tích 7,25 km², dân số thời điểm ngày 30 tháng 6 năm 2006 là 1013 người.